# Colt Camp Perry Target Pistol
Colt Camp Perry Target Pistol é a designação em inglês de uma pistola de tiro único em formato de revólver voltada para tiro esportivo, no calibre .22 LR, fabricada pela Colt's Patent Firearms Manufacturing Company entre 1926 e 1941, tendo sido produzidos cerca de 2.500 exemplares dessa arma.
A Colt Camp Perry pretendia concorrer com a "Straight Line Target Model Pistol", esta sim uma pistola no formato de pistola, também de tiro único e no calibre .22 LR, fabricada pela  Smith & Wesson de 1925 a 1936, da qual foram produzidos pouco mais de 1.800 exemplares.

## Características
O quadro da Camp Perry foi baseado no Revólver modelo "Colt Official Police" fabricado desde 1907 que teve o quadro alterado para aceitar um "tambor achatado" com apenas uma câmara que se abre para a esquerda para recarregar. O nome foi dado em homenagem ao famoso campo de tiro de "Camp Perry".
A arma possui um gatilho de ação simples, ou seja: o cão deve sempre ser engatilhado antes de disparar. Tal como acontece com o revólver comum, o estojo deflagrado é ejetada por uma haste ejetora localizada sob o cano.

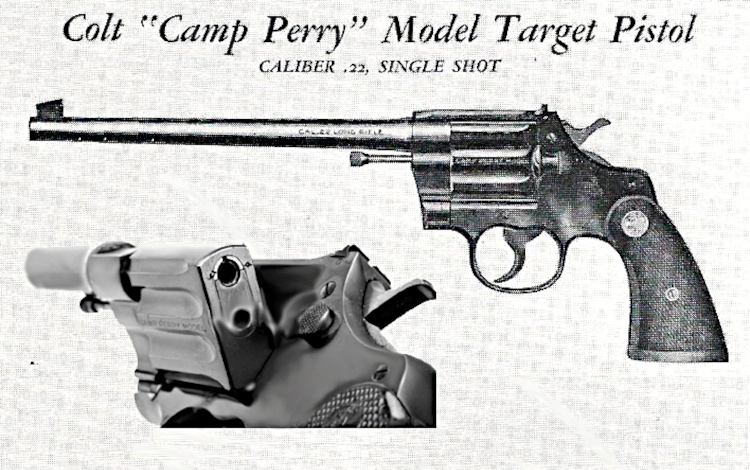
Um "Colt Camp Perry", com o conjunto câmara/cilindro/cano aberto.

O cano e a câmara do "tambor achatado", formam uma única peça integrada; os primeiros modelos tinham um comprimento de cano de 10 polegadas, posteriormente canos de 8 polegadas também foram usados. Em 1934, o curso do cão foi encurtado para diminuir o tempo entre puxar o gatilho e acionar a espoleta do cartucho. A câmara do cartucho no calibre .22 LR também permitia o disparo do cartucho .22 Short. Dois exemplares no calibre .38 Special são conhecidos. O peso da arma com o cano de 10 polegadas é de 1,19 kg (34½ onças).
Graças à todas essas características, a Camp Perry era mais precisa do que os revólveres Colt Police Positive Target fabricados na mesma época. O motivo é a perda de gás durante o disparo devido ao espaço existente entre o tambor e o cano em um revólver "normal", o que não ocorria com o Camp Perry e seu exclusivo "cilindro achatado".
A Camp Perry marcado com o número de série "1" foi leiloado em dezembro de 2012 por um valor estimado de US$ 95.000, enquanto exemplares com número de série na casa dos dois dígitos são avaliados entre US$ 5.000 e US$ 7.000.

## Galeria

Alguns anúncios da Colt Camp Perry Target Pistol
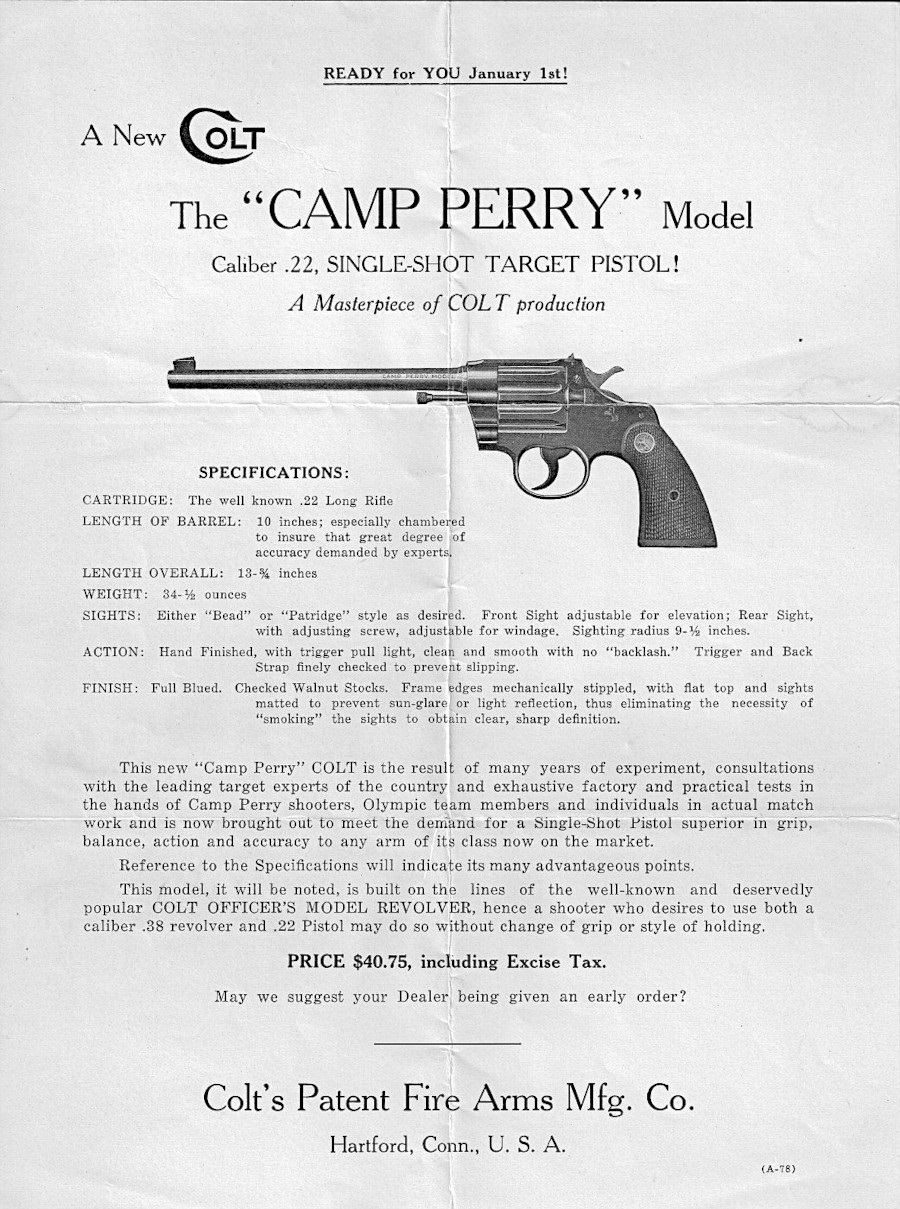
1926.
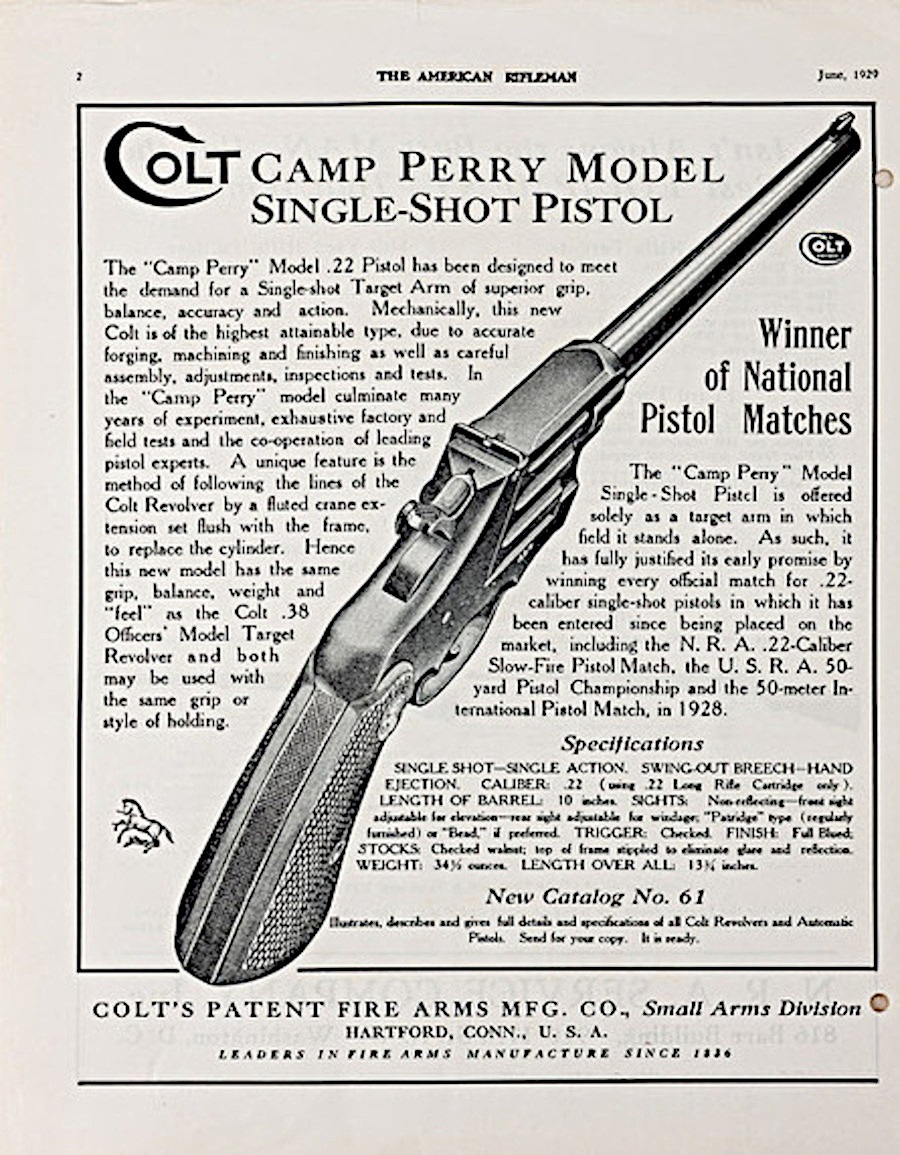
1929.
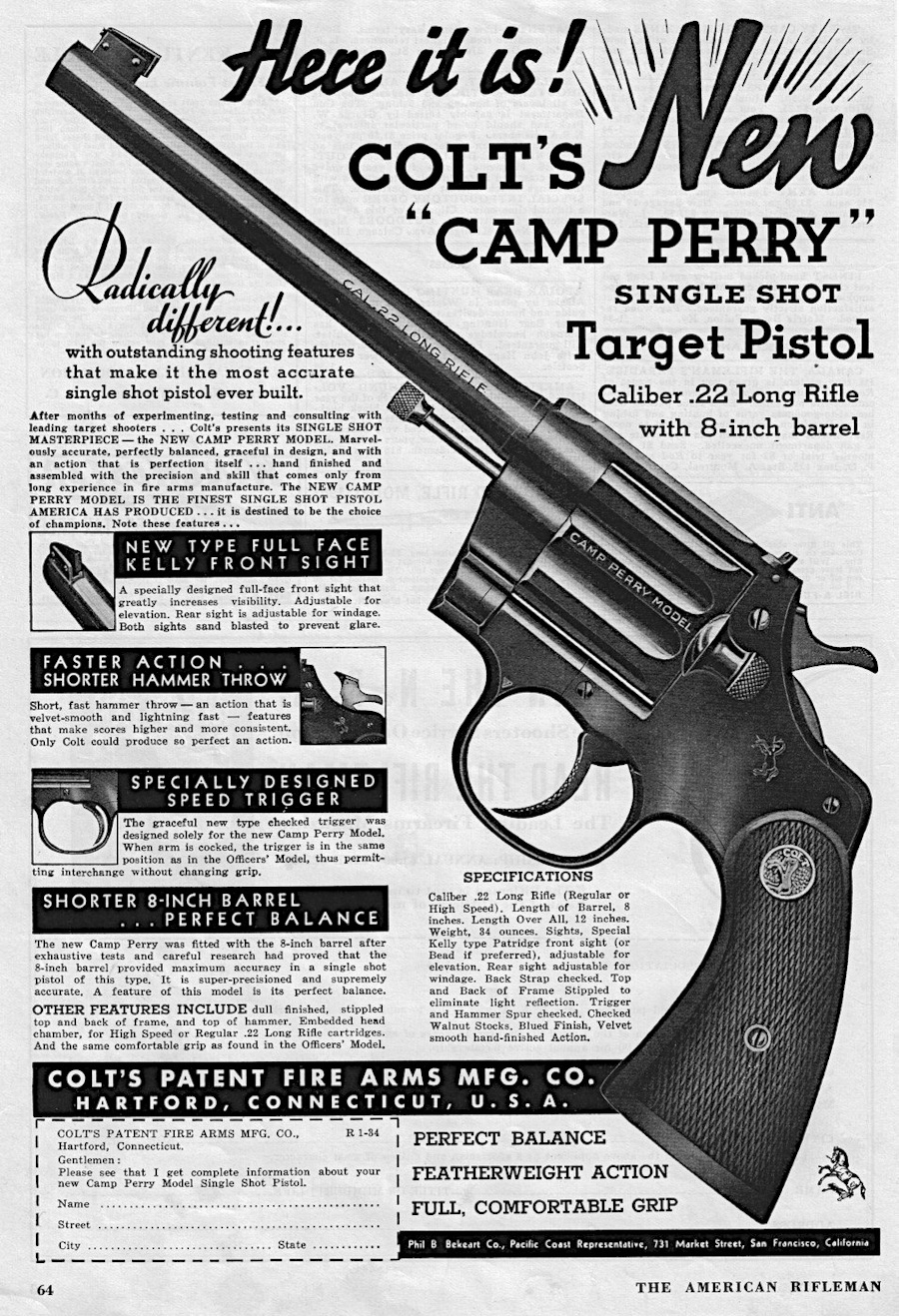
1934.